# تولگا جیرجی
تولگا جیرجی (انگلیسی: Tolga Ciğerci؛ زادهٔ ۲۳ مارس ۱۹۹۲) یک بازیکن فوتبال اهل ترکیه است.
گالاتاسارای
تولگا در سال 2017 از هرتابرلین به گالاتاسارای ترانسفر شد.او در اولین فصل حضورش نتوانست بازی خوبی از خودش به نمایش بگذارد اما در فصل ۲۰۱۸-۲۰۱۹ توانست بازی خوبی از خودش به نمایش بگذارد و در قهرمانی تیمش در لیگ کمک کند.تولگا در این فصل توانست 6 گل و 4 پاس گل داشته باشد.
تولگا هم اکنون در تیم فنرباغچه بازی می کند.